# 21589 Рафес
21589 Рафес (21589 Rafes) — астероїд головного поясу, відкритий 26 вересня 1998 року.
Тіссеранів параметр щодо Юпітера — 3,297.